# 帕帕·博巴·迪奥普
帕帕·博巴·迪奥普（法語：Papa Bouba Diop，1978年1月28日—2020年11月29日）是一名塞內加爾足球運動員，擔任防守中場。

## 生平
柏巴·迪奧普出身瑞士球會納沙泰爾，其後效力蘇黎世草蜢及法甲朗斯。2003年1月柏巴·迪奧普以600萬英鎊身價轉投英超球會富咸，簽約四年。2006年4月7日他與富咸續約至2009年。
2007年8月31日柏巴·迪奧普於轉會窗最後一天投效樸茨茅夫，簽約五年，據報轉會費為350萬英鎊，效力期間協助球隊贏得英格蘭足總盃冠軍。隨著樸茨茅夫於2010年降班英冠及陷入財困，柏巴·迪奧普獲准離隊轉投希超球會AEK雅典，據報身價僅為30萬歐元。雖然受傷患困擾，僅上陣19場，但他在希腊杯足球赛決賽上陣協助球隊以3–0擊敗奪標。球季結束後柏巴·迪奧普遭AEK雅典放棄。
2011年8月30日柏巴·迪奧普重返英格蘭，以自由身加盟英冠球會韋斯咸，簽約一年，並可優先再續約一年。
2020年11月29日，长期患病的迪奥普逝世，年仅42岁。据报道迪奥普生前患有渐冻人症。

## 榮譽
蘇黎世草蜢
- 瑞士足球超级联赛冠軍：2000/01年；

樸茨茅夫
- 英格蘭足總盃冠軍：2008年；

AEK雅典
- 希腊杯冠軍：2011年；

## 外部連結
- 足球数据库：柏巴·迪奧普的球员统计数据
- 柏巴·迪奧普檔案 （页面存档备份，存于）